# ロックインアンプ

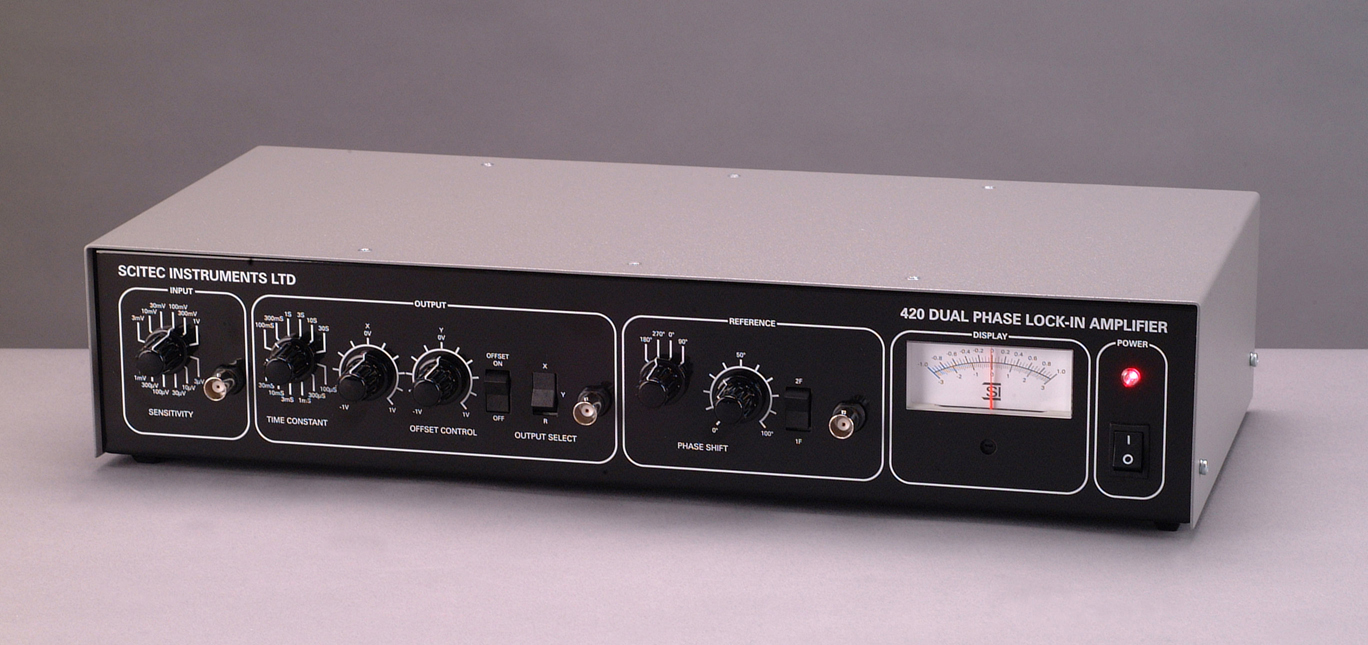
アナログロックインアンプ

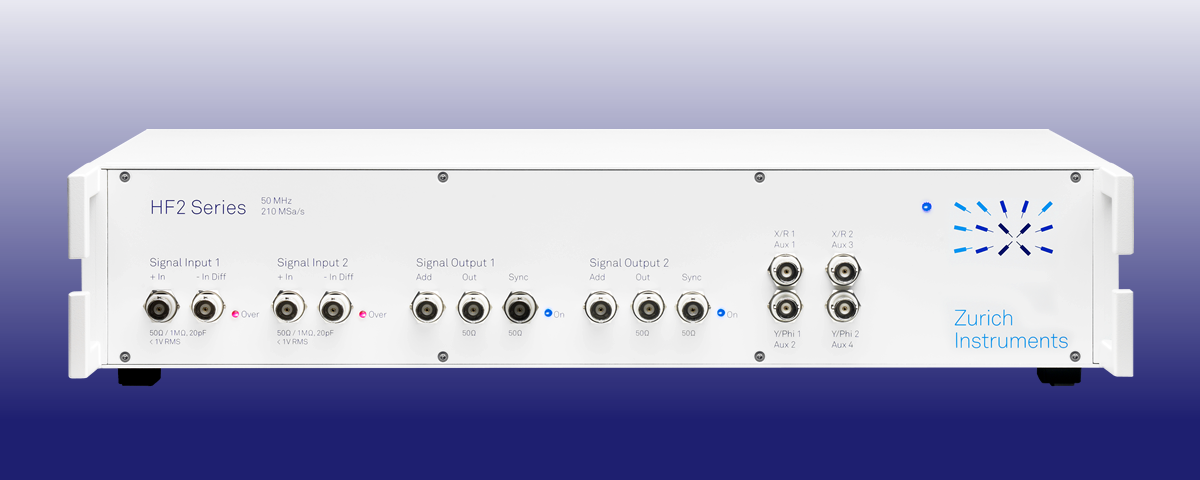
統合されたWebサーバーを介してグラフィカルユーザインタフェースを提供するFPGAベースのデジタルロックインアンプ

ロックインアンプ（英語: Lock-in amplifier）は、非常にノイズの多い環境から既知の搬送波を有する信号を抽出できるアンプの一種。

## 概要
機器のダイナミックリザーブによっては、最小でノイズ成分の100万分の1の信号であっても、信頼性良く検出できる可能性がある。ロックインアンプは本質的にホモダイン検出器 で、その後にカットオフ周波数とフィルタ次数でしばしば調整可能なローパスフィルタが続く。
従来のロックインアンプは復調にアナログ周波数ミキサとRCフィルタを使用していたが、最先端の計測器はFPGA などの高速デジタル信号処理 によって両方のステップを実現する。通常、サイン成分とコサイン成分の復調は同時に実行され、これは時に2位相復調とも呼ばれる。これにより、同相成分と直交成分の同時抽出が可能になり、これらの成分は極座標、すなわち振幅および位相に変換されるか、またはさらに処理されて複素数の実数部および虚数部として出力される（例えば、複素FFT解析用）。
このデバイスは、信号が大きく、信号対雑音比が高く、さらに改善する必要がない場合でも、位相シフトの測定によく使用される。

## 基本原則
ロックインアンプの動作は、正弦関数の直交性に依存する。
直交性とは、具体的には、周波数{\displaystyle f_{1}}の正弦波に、異なる周波数{\displaystyle f_{2}}の別の正弦波を乗算し、これら2つの信号の周期よりはるかに長い時間にわたって積分すると、結果はゼロになる一方、{\displaystyle f_{1}}と{\displaystyle f_{2}}が等しく、2つの信号が同相であるとき、平均値が振幅の積の半分に等しくなることをいう。
ロックインアンプは入力信号を取り込み（内部発振器または外部ソースから供給される）基準信号と乗算し、指定された時間（通常は数ミリ秒から数秒のオーダー）積分すると直流信号が得られる。基準信号と異なった周波数の信号からの寄与は減衰しゼロに近づく。基準信号と同じ周波数を有する信号の逆相成分も減衰され（{\displaystyle \sin }関数は同じ周波数の{\displaystyle \cos }関数と直交するため）、これは位相検出器に利用される。
正弦波基準信号および入力信号 {\displaystyle U_{\text{in}}(t)} に対して、直流出力信号 {\displaystyle U_{\text{out}}(t)} は、
{\displaystyle U_{\text{out}}(t)={\frac {1}{T}}\int _{t-T}^{t}\sin \left[2\pi f_{\text{ref}}\cdot s+\varphi \right]U_{\text{in}}(s)\,ds,}
である。ここで{\displaystyle \phi }には入力信号の位相を設定する。平均を取る期間{\displaystyle T}が、信号周期よりも十分に大きい場合、ノイズ（特に基準信号の2倍の周波数成分）は抑制され、出力は、
{\displaystyle U_{\text{out}}={\frac {1}{2}}V_{\text{sig}}\cos \theta ,}
となる。ここで {\displaystyle V_{\text{sig}}} は、 基準周波数の信号の振幅であり、 {\displaystyle \theta } は、信号と基準との間の位相差である。
ロックイン増幅器の多くの用途では、基準信号に対する位相差よりも、信号振幅の復調を求める場合が多い。単純な、単相ロックインアンプの場合、位相差はゼロになるように調整する（通常は手動）。
2位相ロックインアンプでは、相互に90°の位相差を持つ、単層ロックインアンプ2つ使用し、基準信号と同相の同相成分{\displaystyle X=V_{\text{sig}}\cos \theta } と、直交成分 {\displaystyle Y=V_{\text{sig}}\sin \theta } の2つの出力を得る。これら2つの量は、信号ベクトルをなす。信号ベクトルの大きさ（R）を計算することによって、位相に依存しない振幅得られる。:
{\displaystyle R={\sqrt {X^{2}+Y^{2}}}=V_{\text{sig}}.}
また、基準信号と入力信号の位相は次の式によって算出できる。
{\displaystyle \theta =\arctan(Y/X).}

## デジタルロックインアンプ
今日のロックインアンプの大部分は、デジタル信号処理による。600MHzまでの全ての周波数領域で、デジタル化が進んでいる。周波数帯域、入力ノイズ、安定性、ダイナミックリザーブなどで、アナログより優れている。
また、通常複数の復調器が含まれているため、異なるフィルタ設定または複数の異なる周波数で信号を同時に解析することができる。
実験データは、オシロスコープ、FFTスペクトラム・アナライザ、ボックスカー・アベレージャ（boxcar averager）などの追加ツールで分析するか、内部PIDコントローラを使用してフィードバックを提供するために使用できます。一部のモデルは、コンピュータ制御され、グラフィカルユーザインタフェースとプログラミングインタフェース(API)を備えている。

## ノイズの多い環境での信号測定

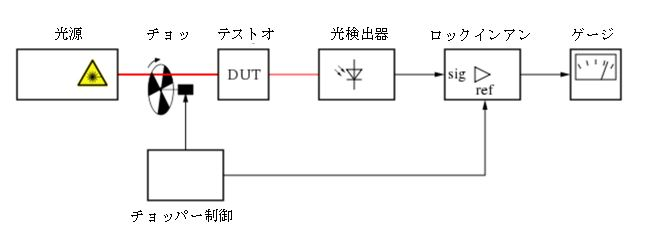
典型的な実験的セットアップ

信号回復は、ノイズが信号よりもはるかに広い周波数範囲に広がることが多いということを利用しています。ホワイトノイズの最も簡単なケースでは、ノイズの二乗平均平方根が復元される信号の103倍の大きさであっても、測定器の帯域幅を信号周波数の周りの106よりはるかに大きなファクターで減らすことができれば、装置はノイズに対して相対的に影響を受けにくくなります。典型的な100MHz帯域幅（例えば、オシロスコープ）では、100Hzよりはるかに狭い幅を有するバンドパスフィルタがこれを達成します。ロックインアンプの平均時間は帯域幅を決定し、必要に応じて1Hz未満の非常に狭いフィルタを可能にします。しかし、これは信号の変化に対して応答が遅くなるという不利な点にもなります。
要約すると、時間領域においてノイズと信号とを区別できない場合でも、信号が明確な周波数帯域を有し、その帯域内に大きなノイズピークがない場合、周波数領域においてノイズと信号を十分に分離することができます。
信号がゆっくり変化するか、または一定のDC信号（本質的にDC信号）の場合、1/fノイズは信号に対して大きな影響を与えることがよくあります。その場合、信号を変調するために外部手段を使用する必要があります。例えば、明るい背景に対して小さな光信号を検出する場合、信号は、1/fノイズが大きく減衰するように充分に大きな周波数でチョッパホイール、音響光学変調器、光弾性変調器によって変調し、ロックインアンプが変調器の動作周波数を参照するようにします。原子間力顕微鏡の場合、ナノメートルおよびピコニュートン分解能を達成すると、カンチレバーの位置は高周波で変調され、ロックインアンプが再び参照されます。